# Zambrana
Zambrana község Spanyolországban, Arabában. Lakosainak száma 442 fő (2024).

## Földrajza
Zambrana Condado de Treviño, Peñacerrada-Urizaharra, Labastida, Miranda de Ebro és Berantevilla községekkel határos.

## Népesség
A település lakosságának változását az alábbi diagram mutatja:
| Lakosok száma | 385  | 361  | 362  | 377  | 403  | 417  | 398  | 410  | 432  | 442  |
|               | 2001 | 2004 | 2006 | 2009 | 2011 | 2014 | 2016 | 2019 | 2021 | 2024 |